# Mitutoyo
Mitutoyo Corporation (株式会社ミツトヨ, Kabushiki Kaisha Mitsutoyo) est une multinationale d'origine japonaise spécialisée dans les instruments de mesure et les techniques métrologiques, dont le siège social se trouve dans l'arrondissement Takatsu-ku de Kawasaki, préfecture de Kanagawa.

## Historique
Yehan Numata (ja) (1897-1994) a fondé le 22 octobre 1934 la société Mitutoyo pour commercialiser un  micromètre de son invention. À l'époque, la stratégie de Mitutoyo était de combiner qualité des produits et production de  masse, de façon à écraser les prix et rendre ces instruments accessibles à toutes les usines. Au fil des décennies, elle a été déclinée à une gamme d'instruments plus large, destinée à l'industrie mécanique : calibres, comparateurs etc.
L’avènement de l’électronique, dans les années 1970, amena Mitutoyo à revoir entièrement sa gamme d’instruments de mesure pour les doter d’afficheurs 7 segments. À l’époque, elle se lançait dans la commercialisation d’instruments de mesure plus précis et à plus forte valeur ajoutée, comme des comparateurs sans contact, les appareils à contrôle de forme et les machines à mesurer tridimensionnelles (MMT). Par l’institution du contrôle qualité (SPC), Mitutoyo s’est imposé à ce moment comme l’un des leaders du marché des pieds à coulisses à afficheur, des interfaces et logiciels de conditionnement des mesures.
L’expansion de la micro-informatique a été mise à profit par Mitutoyo pour améliorer ses conditionneurs et pousser la précision de mesure au-delà du micron. En 2010, Mitutoyo disposait d'un catalogue de plus de 6 000 produits digitaux, interconnectables à des chaînes de mesure en réseau.
La filiale Mitutoyo America Corporation a été fondée en 1963 et son siège social se trouve à Aurora (Illinois) (dans la banlieue de Chicago). Mitutoyo America, par delà le catalogue de la société-mère, propose des stages de formation, des prestations de développement informatique, et un service support en métrologie. Son fondateur, le Dr Yehan Numata, était aussi le fondateur de Bukkyo Dendo Kyokai (BDK), association vouée à la promotion du Bouddhisme, qui est l'un des mécènes du projet de traduction du canon bouddhiste.

## Transcription internationale
Le nom de la compagnie est généralement transcrit « Mitutoyo » suivant la règle Kunrei-shiki/Nihon-shiki, bien que depuis l'an 2000 la plupart des normes étrangères exigent le recours à la Méthode Hepburn : ainsi l'annuaire anglophone des Pages Jaunes de Tokyo l'orthographie « Mitsutoyo. »

## Implantation de Mitutoyo

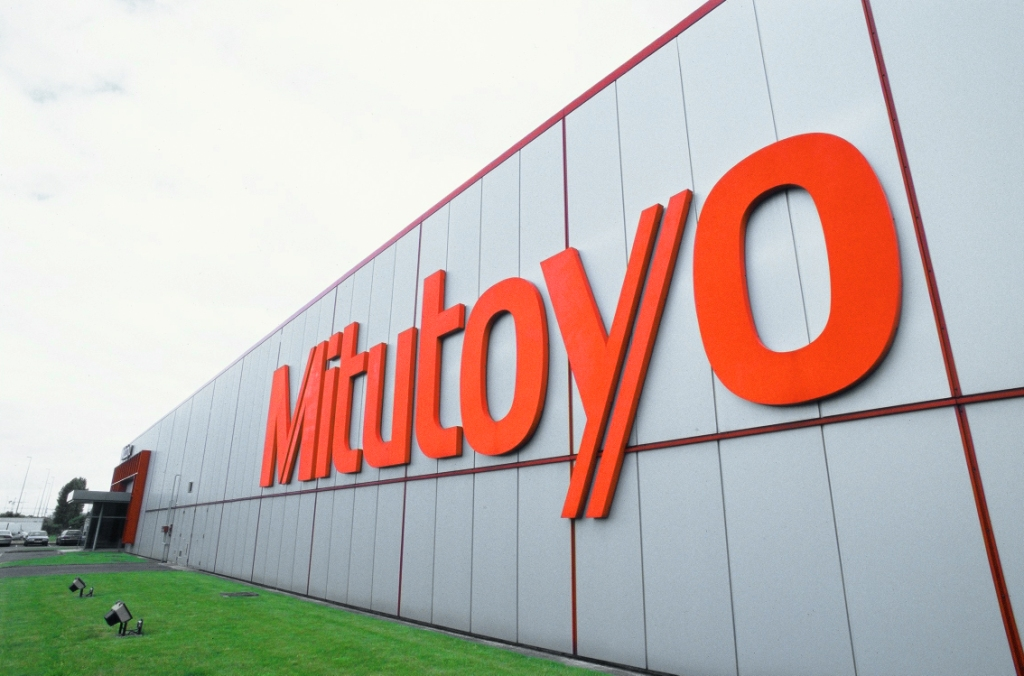
Siège social Mitutoyo France - Roissy.

À travers l'ensemble de ses unités de développement, de production et de vente, l'entreprise est présente dans plus de 100 pays. Rien qu'au Japon, Mitutoyo compte deux sites de développement, dix usines de production, deux instituts de métrologie, cinq laboratoires d'étalonnage, sept centres de service après-vente et sept centres de solutions M³, en plus de son siège à Kawasaki et de ses agences commerciales.
Le Groupe Mitutoyo est solidement implanté dans près de 40 pays du monde à travers plus de 80 filiales et réseaux de distribution nationaux, 65 centres de solutions M³, 12 sites de production, six laboratoires de recherche et de développement, 12 instituts de métrologie et 20 laboratoires d'étalonnage. Des représentants Mitutoyo sont par ailleurs présents dans environ 60 autres pays.

## Gamme de produits Mitutoyo

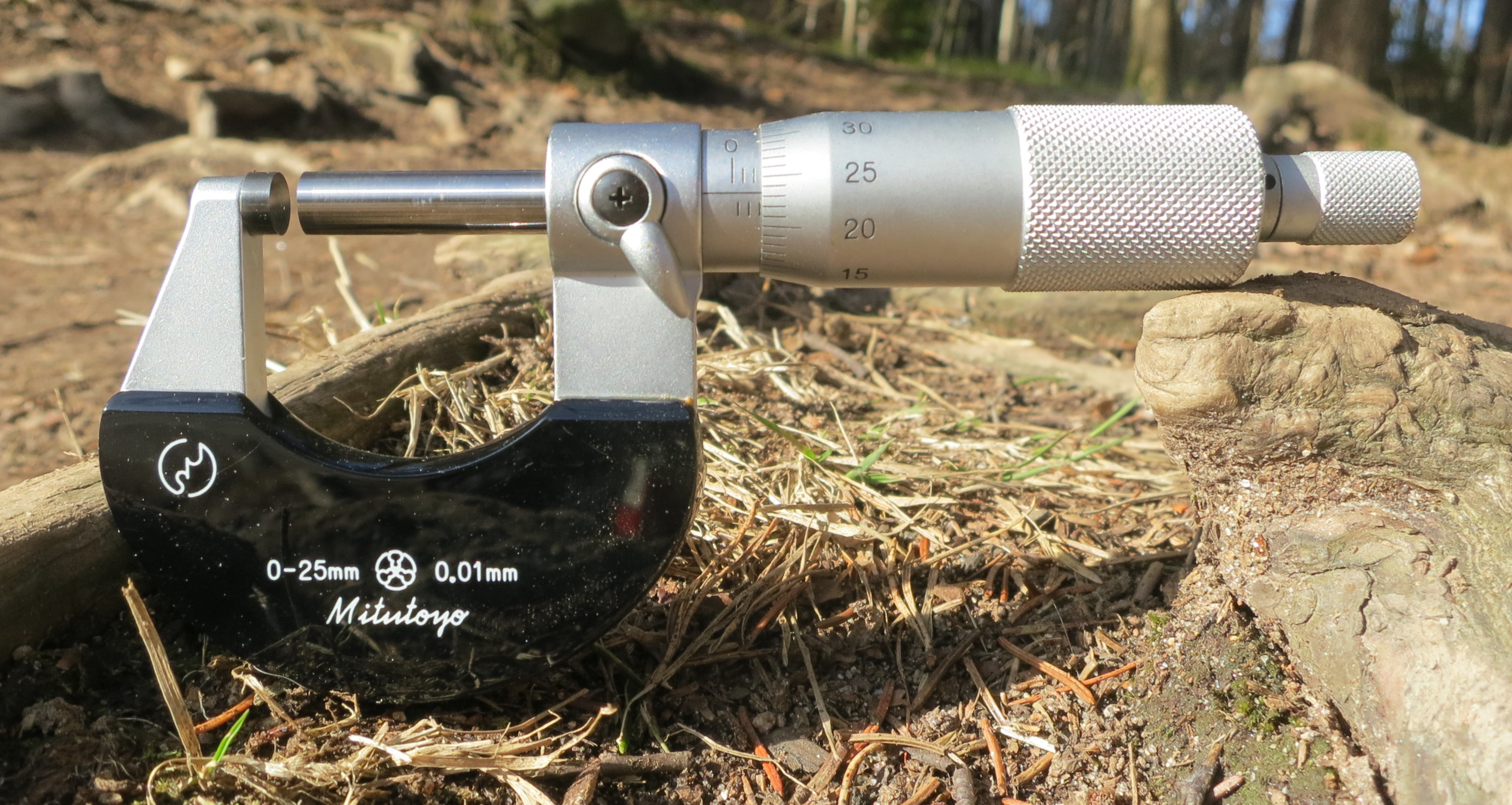
Un micromètre de Mitutoyo.

Mitutoyo propose une large gamme d'instruments de mesure de précision :
- micromètres ;
- pieds à coulisse ;
- colonnes de mesure ;
- profilomètres (mesure de profil) ;
- instrument de mesure de forme ;
- cales et marbres ;
- machines de mesure tridimensionnelle (machines 3D) ;
- testeurs de dureté ;
- projecteurs de profil ;
- microscopes de mesure ;
- objectifs longue distance de travail ;
- machines de mesure par analyse d’image (machine de vision).

## Condamnation pour trafic illicite
Le 14 septembre 2006, le procureur du district de Tokyo lançait des poursuites à l'encontre de quatre anciens cadres de Mitutoyo Corporation. La compagnie a elle-même été condamnée pour infraction à la loi sur le commerce et les échanges extérieurs : convaincue d'avoir développé un logiciel de traitement afin de faire accroire aux douanes japonaises que les instruments exportés étaient moins précis qu'ils ne l'étaient en réalité, elle s'est vu interdite de toute exportation pour une durée d'un semestre et d'exportation d'instruments de mesure pendant trois ans (c'est-à-dire pour les exercices 2007 à mi-2010). En outre, la cour a condamné les cadres à des peines de plusieurs années de prison (peines commuées en appel) et enjoint Mitutoyo de verser une amende de 45 millions de ¥ (soit approx. Modèle:Monnaie-).
Il a été établi qu'une partie des exportations illégales de Mitutoyo étaient destinées aux programmes d'armement nucléaire de la Libye, de l’Iran et de la Corée du Nord,. En particulier, plusieurs machines à mesurer tridimensionnelles Mitutoyo auraient été vendues à la société malaise Scomi. L’affaire Scomi s'inscrit dans un trafic d'armes dont le cerveau n'est autre que le chercheur pakistanais Abdul Qadeer Khan.